# Nicrophorus orbicollis
Nicrophorus orbicollis — вид жуков-мертвоедов из подсемейства могильщиков.

## Описание
Длина тела 15—22 мм. Булава усиков двухцветная, c оранжевыми конечными члениками. Поверхность надкрыльев покрыта длинными, тонкими волосками, особенно по бокам, придавая им волосатый вид. Переднеспинка сферическая с широкими боковыми и базальными краями. Надкрылья чёрного цвета с двумя оранжево-желтыми перевязями, которые прерываются по шву надкрылий. Задние голени прямые. Брюшные сегменты имеют короткие (по бокам и по заднему краю в длинных) жёлтые волоска.

## Ареал
Широко распространён от юго-восточной Канады до южной оконечности Флориды и Восточного Техаса. Также был обнаружен на западе США — Небраска, Северная Дакота. Nicrophorus orbicollis — наиболее часто встречающийся вид мертвоедов в восточной части США.

## Биология
Жуки попадаются с февраля по октябрь, но чаще всего встречаются в течение летних месяцев с июня по август. Период размножения с июня по август. Встречается преимущественно в открытых и лесных местах обитания. Жуки ведут ночной образ жизни. Представители вида являются некрофагами: питается падалью на стадии имаго и на личиночной стадии. Жуки встречаются и питаются на фекалиях человека и плотоядных животных, а также на гнилых плодах и падали. Для выкармливания личинок используют только падаль. Жуки закапывают трупы мелких животных в почву и проявляют развитую заботу о потомстве — личинках, подготавливая для них питательный субстрат. Из отложенных самкой яиц выходят личинки с 6 малоразвитыми ногами и группами из 6 глазков с каждой стороны. Интересной особенностью является забота о потомстве: хотя личинки способны питаться самостоятельно, родители растворяют пищеварительными ферментами ткани трупа, готовя для них питательный «бульон». Это позволяет личинкам быстрее развиваться. Стадия яйца длится 5-7 дней. Длительность стадии личинки составляет около 17 дней.